# David Cronenberg
David Cronenberg   (Toronto, 15 de març de 1943) és un director de cinema i actor canadenc. S'ha especialitzat en el gènere fantàstic del qual és considerat un des cineastes clau i hi va iniciar el que es coneix com body horror o horror corporal. Aquest estil de fer pel·lícules explora les pors de la gent per la transformació i la infecció corporals. A la primera meitat de la seva carrera va explorar aquests temes sobretot amb el terror i amb la ciència-ficció, tot i que el seu treball s'ha ampliat més enllà d'aquests gèneres.

## Biografia
Cronenberg va néixer a Toronto, a l'estat d'Ontario, on viu actualment. És fill d'Esther Sumberg, pianista, i Milton Cronenberg, escriptor. Va créixer en una secular família jueva de classe mitjana. Estudià a un institut del nord de Toronto i més endavant es va graduar a la Universitat de Toronto en literatura. Ha citat William S. Burroughs i Vladímir Nabókov com a influències importants.
Després de dos curtmetratges va presentà en blanc i negre Stereo i en color Crimes of the Future, Cronenberg es va associar amb el també director de cinema Ivan Reitman. El govern canadenc va proporcionar finançament per a les pel·lícules de Cronenberg als anys 1970. Cronenberg va alternar la seva estètica d'horror corporal en pel·lícules com Venen de dintre de... amb projectes que reflecteixen el seu interès per les curses de cotxes i motos. Ràbia explotava els talents inesperats de l'estrella del porno Marilyn Chambers, i va ser una èxit internacional, fet que va facilitar els seus dos següents projectes de terror.
Les pel·lícules de Cronenberg segueixen una progressió, un moviment des del món social fins a la vida interior. A les seves primeres pel·lícules, els científics modifiquen cossos humans, que suposen la interrupció de l'ordre social (Venen de dintre de..., Ràbia). En el seu període intermedi, el caos treballat pel científic és més personal, Cromosoma 3, Scanners, Videodrome. En el període posterior, el científic és absorbit pel seu experiment (La mosca). Aquesta trajectòria culmina amb Inseparables on un parell de ginecòlegs entren en una espiral d'interdependència i addicció a les drogues. Les pel·lícules posteriors de Cronenberg tendeixen més al vessant psicològic, sovint contrastant realitats subjectives i objectives (eXistenZ, Madame Butterfly, Spider).
Potser el millor exemple d'una pel·lícula que trenca la línia dels seus treballs de caos personal i confusió psicològica és l'adaptació de Cronenberg del seu heroi literari: el llibre més controvertit de Burroughs, Naked Lunch. El llibre es considerava «no filmable» i Cronenberg admetia que una traducció directa del llibre per a filmar-lo «costaria 100 milions de dòlars i estaria prohibit a tots els països al món». En canvi, al film de Cronenberg –com en la seva pel·lícula anterior, Videodrome– les línies entre el que semblava ser realitat i el que semblaven al·lucinacions causades per la drogoaddicció esdevenen borroses. Cronenberg va manifestar que, mentre escrivia el guió cinematogràfic per a Naked Lunch, sentia un moment de sinergia amb l'estil d'escriptura de William S. Burroughs. Sentia que la connexió entre la seva direcció i l'estil de prosa de Burroughs era tan forta, que va arribar a afirmar que «escriuré el seu pròxim llibre».
Cronenberg ha declarat que les seves pel·lícules s'haurien de veure «des del punt de vista de la malaltia», i que, per exemple, s'identifica amb els personatges de Venen de dintre de..., després que s'infecten amb paràsits anàrquics.
A banda de La zona morta (1983) i La mosca, Cronenberg no sols ha treballat en produccions de gran pressupost, tal com es fan les pel·lícules a Hollywood, encara que n'ha tingut alguna ocasió. En una etapa se'l va considerar com a director possible per a Star Wars episodi VI: El retorn del Jedi.
Durant els últims anys de la dècada del 1990, Cronenberg s'anunciava com a director d'una seqüela d'una altra pel·lícula de Paul Verhoeven, Instint bàsic, però tampoc no va tirar endavant. El seu següent treball, el thriller Una història de violència (2005), és un dels de més grans pressupost i de major audiència. A Mapes a les estrelles (2015) va realitzar una paròdia «salvatge i demolidora» del món del cinema de Los Angeles.
El 2014 va publicar la seva primera novel·la Consumed, traduïda al català per Yannick Garcia al 2016 amb el títol de Consumits. És un història burlesca d'un intel·lectual antropòfag francès i dos periodistes sense escrúpols que veuen l'exclusiva sensacional de llur vida. «El resultat és fascinant. A les mans tenim un llibre escrit per un autor de 73 anys però amb el vigor, la turbulència, l'entusiasme i l'eufòria d'un autèntic adolescent. […]. Amb Consumits, Cronenberg creix encara més».
Cronenberg ha contractat Howard Shore per a compondre la banda sonora de gairebé totes les seves pel·lícules.

## Filmografia
- 1967: From the Drain (curtmetratge)
- 1969: Stereo
- 1970: Crimes of the Future
- 1975: Vénen de dintre de... (Shivers)
- 1977: Ràbia
- 1979: Fast Company
- 1979: Cromosoma 3 (The brood)
- 1981: Scanners
- 1983: Videodrome
- 1983: La zona morta
- 1986: La mosca
- 1988: Inseparables (Dead ringers)[7]
- 1990: Nightbreed (com a actor)
- 1991: Naked Lunch
- 1993: Madame Butterfly
- 1996: Crash[8]
- 1998: L'última nit (Last night)
- 1999: eXistenZ
- 2002: Spider
- 2005: Una història de violència
- 2007: Promeses de l'est
- 2011: A Dangerous Method
- 2012: Cosmopolis
- 2014: Mapes a les estrelles[9][10]
- 2022: Crims del futur
- 2024: Les linceuls (The shrouds)